# Жимолость альпийская
Жи́молость альпи́йская (лат. Lonicera alpigena L.) — растение рода Жимолость семейства Жимолостные. В диком виде растёт в горных лесах центральной и южной Европы. Иногда выращивается в качестве декоративного растения.

## Ботаническое описание
Листопадный кустарник высотой до 2 метров.
Листья обратнояйцевидной формы, плотные, тёмно-зелёные, блестящие, длиной до 10 см, на 1,5-сантиметровых черешках.
Цветки без запаха, светло-жёлтые с красноватым оттенком, до 1,5 см длиной, на длинных (2-4,5 см) цветоносах. Цветёт жимолость альпийская в мае-июне.
Плоды попарно сросшиеся, алого цвета, блестящие, на длинных ножках, по внешнему виду напоминают вишню. Несъедобны. Созревают в августе-сентябре.

## Выращивание
Растёт жимолость альпийская медленно — в 15-летнем возрасте высота куста достигает лишь 0,7 метра.
Зимостойка и теневынослива, хорошо переносит стрижку. Предпочитает лёгкие супесчаные почвы. Размножают её зелёными черенками и посевом семян.